# Американският кон (вожд)
Американският кон (на английски: American Horse – в превод от сиукското Уашичун Ташунке) е индиански вожд на сиукското племе оглала (Oglala Sioux).
Известен е като Младия американски кон (Young American Horse), за да се отличава от своя вуйчо Стария американски кон (1820? – 1876), който е убит в битката при Слим Бют на 9 – 10 септември 1876 г. Зет е на Червения облак.
Американският кон се отличава по време на Сиукските войни от 1860-те и 1870-те години, особено по време на т.нар. „Война на Червения облак“ (1866 – 68 г.).
В резервационния период се нарежда сред основните лидери на племето лакота, измествайки постепенно Червения облак. Заема позиция на съглашателство с правителството. През 1887 г. е сред вождовете, които подписват поредния договор с американското правителство, по силата на който територията на сиукските резервати се намалява почти двойно.
Американският кон води делегацията на оглала в столицата Вашингтон през 1891 година, която успешно преговаря за подобряването на положението и правата на сиуксите.